# Microdontie
Microdontie is een aangeboren aandoening van het gebit waarbij de tanden kleiner zijn dan gemiddeld. Het kan gepaard gaan met schisis van de lip en/of het gehemelte. Soms zijn alle tanden aangedaan, maar meestal blijft het beperkt tot de laterale snijtanden. De tanden zijn vaak bilateraal (aan beide kanten) aangedaan. Aangedane tanden nemen vaak een kegelvormige vorm aan.

## Geassocieerde aandoeningen
Microdontie kan op zichzelf staan en slechts een cosmetisch probleem zijn, maar het kan ook wijzen op een onderliggende aandoening, waaronder:
- Congenitale syfilis[1]
- Ectodermale dysplasie
- Syndroom van Down[2]
- Syndroom van Ehlers-Danlos[3]

## Overervingspatroon
De meest voorkomende vorm van microdontie, waarbij een of twee tanden in het gebit kleiner zijn dan gemiddeld en kegelachtige vorm hebben, is vaak familiaal en kent een autosomaal dominant overervingspatroon. Het komt vaker voor bij gezinnen waarbij sprake is van bloedverwantschap.

## Behandeling
Een behandeling kan plaatsvinden op basis van praktische en cosmetische redenen. Zo kan microdontie moeilijkheden geven bij het schoonhouden van het gebit. Soms wordt ook het spreken bemoeilijkt. Ook kunnen personen met microdontie zich onzeker voelen over de afwijking, met name wanneer er veel ruimte tussen de tanden bestaat. Kronen en bruggen kunnen het uiterlijk van het gebit verbeteren. Ook kan er gebruikt worden gemaakt van composiet en porselein. Behandeling door middel van composiet is relatief goedkoop, maar er bestaat een hogere kans op gele verkleuring door uv-straling.